# Lecanipa leucomelas
Lecanipa leucomelas är en tvåvingeart som först beskrevs av Johann Wilhelm Meigen 1824.  Lecanipa leucomelas ingår i släktet Lecanipa och familjen parasitflugor. Inga underarter finns listade i Catalogue of Life.